# Rodolfo Terlizzi
Rodolfo Angiolo Giuseppe Antonio Terlizzi (* 17. Oktober 1896 in Florenz; † 11. Juli 1971 ebenda) war ein italienischer Fechter.

## Erfolge
Rodolfo Terlizzi nahm an zwei Olympischen Spielen teil. 1920 in Antwerpen schied er im Einzel des Florettfechtwettbewerbs in der Vorrunde aus. Mit der Mannschaft erreichte er dagegen die Finalrunde, die diese auf dem ersten Rang beendete, sodass Terlizzi Olympiasieger wurde. Seine zweite Teilnahme erfolgte bei den 1932 in Los Angeles, wo er lediglich im Mannschaftswettbewerb antrat. Erneut zog er mit der italienischen Equipe in die Finalrunde ein, die Italien zunächst punktgleich mit Frankreich und den Vereinigten Staaten auf dem ersten Rang abschloss. Im Stechen gewann Italien gegen die US-Amerikaner, die wie die Italiener gegen die Franzosen unterlagen, womit Terlizzi Silber erhielt. Bei den Internationalen Fechtmeisterschaften 1930 in Lüttich gewann er mit der Mannschaft die Goldmedaille.